# تيمي لاتي
تيمي لاتي (بالفنلندية: Timi Lahti) هو لاعب كرة قدم فنلندي في مركز الدفاع، ولد في 28 يونيو 1990 في يوفاسكولا في فنلندا. شارك مع منتخب فنلندا تحت 18 سنة لكرة القدم ومنتخب فنلندا تحت 19 سنة لكرة القدم ومنتخب فنلندا تحت 21 سنة لكرة القدم. أما مع النوادي، فقد لعب مع نادي بادوفا ونادي فآسا ونادي هلسنكي وهكا.

## وصلات خارجية
- تيمي لاتي على موقع الاتحاد الأوربي (الإنجليزية)
- تيمي لاتي على موقع قاعدة بيانات كرة القدم.إي يو (الإنجليزية)
- تيمي لاتي على موقع Soccerway.com (الإنجليزية)